# Singles (álbum de Travis)
Singles es un álbum recopilatorio de la banda escocesa Travis compuesto por todos los sencillos de la banda, lanzado en 2004. Además, contiene dos nuevos temas, "Walking in the Sun" y "The Distance".
El álbum alcanzó el #4 en el UK charts del Reino Unido.

## Lista de canciones
Todos los temas escritos por Francis Healy salvo indicación de lo contrario.
1. "Sing" (de The Invisible Band)
2. "Driftwood " (de The Man Who)
3. "Writing to Reach You" (de The Man Who)
4. "Why Does It Always Rain on Me?" (de The Man Who)
5. "Re-Offender" (de 12 Memories)
6. "Walking in the Sun"
7. "Tied to the 90's" (de Good Feeling)
8. "Coming Around"
9. "Flowers in the Window" (de The Invisible Band)
10. "Love Will Come Through" (de 12 Memories)
11. "More Than Us" (de Good Feeling)
12. "Side" (de The Invisible Band)
13. "U16 Girls" (de Good Feeling)
14. "Happy" (de Good Feeling)
15. "All I Want to Do Is Rock" (de Good Feeling)
16. "The Beautiful Occupation" (de 12 Memories)
17. "Turn" (de The Man Who)
18. "The Distance" (Payne)

## Integrantes
- Francis Healy – vocalista, guitarra
- Andy Dunlop – guitarra
- Dougie Payne – bajo
- Neil Primrose – batería

- Datos: Q2291528